# Dickens County
Dickens County är ett administrativt område i delstaten Texas, USA, med 2 444 invånare (2010). Den administrativa huvudorten (county seat) är Dickens.  Countyt har fått sitt namn efter J. Dickens som stupade i slaget vid Alamo.

## Geografi
Enligt United States Census Bureau har countyt en total area på 2 344 km². 2 341 km² av den arean är land och 3 km² är vatten.

### Angränsande countyn
- Motley County - norr
- King County - öster
- Kent County - söder
- Crosby County - väster